# Premiul Oscar pentru cel mai bun regizor
Premiul Oscar pentru cel mai bun regizor (în engleză Academy Award for Directing) este unul dintre premiile Oscar, acordate de „Academy of Motion Picture Arts and Sciences”. Este dat în onoarea unui regizor de film care a expus regizări remarcabile în timp ce lucrează în industria cinematografică. 
Prima ceremonie a premiilor Academiei a avut loc în 1929, premiul fiind împărțit în categorii "Dramatic" și "Comedie"; Frank Borzage și Lewis Milestone au câștigat pentru Al șaptelea cer și Two Arabian Nights, respectiv. Cu toate acestea, aceste categorii au fost fuzionate pentru toate ceremoniile ulterioare. Reprezentanții sunt stabiliți prin vot unic transferabil în cadrul filialei AMPAS; câștigătorii sunt selectați printr-un vot de pluralitate din partea tuturor membrilor eligibili ai Academiei.

## Câștigători și nominalizați

### Anii 1920
| Pentru anul         | Portret regizor | Câștigător                                       | Nominalizați |
| ------------------- | --------------- | ------------------------------------------------ | --- |
| 1927/1928 (Dramă)   |                 | Frank Borzage – Seventh Heaven                   | Herbert Brenon – Sorrell and Son King Vidor – The Crowd |
| 1927/1928 (Comedie) |                 | Lewis Milestone – Two Arabian Knights            | Ted Wilde – Speedy |
| 1928/1929           |                 | Frank Lloyd – The Divine Lady                    | Lionel Barrymore – Madame X Harry Beaumont – The Broadway Melody Irving Cummings – In Old Arizona Frank Lloyd - Drag și Weary River Ernst Lubitsch – The Patriot |
| 1929/1930           |                 | Lewis Milestone – All Quiet on the Western Front | Clarence Brown – Anna Christie și Romance Robert Z. Leonard – The Divorcée Ernst Lubitsch – The Love Parade King Vidor – Hallelujah                              |

### Anii 1930
| Pentru anul | Portret regizor | Câștigător                               | Nominalizați |
| ----------- | --------------- | ---------------------------------------- | --- |
| 1930/1931   |                 | Norman Taurog – Skippy                   | Clarence Brown – A Free Soul Lewis Milestone – The Front Page Wesley Ruggles – Cimarron Josef von Sternberg – Morocco                       |
| 1931/1932   |                 | Frank Borzage – Bad Girl                 | King Vidor – The Champ Josef von Sternberg – Shanghai Express                                                                               |
| 1932/1933   |                 | Frank Lloyd – Cavalcade                  | Frank Capra – Lady for a Day George Cukor – Little Women                                                                                    |
| 1934        |                 | Frank Capra – It Happened One Night      | Victor Schertzinger – One Night of Love W. S. Van Dyke – The Thin Man                                                                       |
| 1935        |                 | John Ford – The Informer                 | Henry Hathaway – The Lives of a Bengal Lancer Frank Lloyd – Mutiny on the Bounty                                                            |
| 1936        |                 | Frank Capra – Mr. Deeds Goes to Town     | Gregory La Cava – My Man Godfrey Robert Z. Leonard – The Great Ziegfeld W. S. Van Dyke – San Francisco William Wyler – Dodsworth            |
| 1937        |                 | Leo McCarey – The Awful Truth            | William Dieterle – The Life of Emile Zola Sidney Franklin – The Good Earth Gregory La Cava – Stage Door William A. Wellman – A Star Is Born |
| 1938        |                 | Frank Capra – You Can't Take It with You | Michael Curtiz – Angels with Dirty Faces Michael Curtiz – Four Daughters Norman Taurog – Boys Town King Vidor – The Citadel                 |
| 1939        |                 | Victor Fleming – Gone with the Wind      | Frank Capra – Mr. Smith Goes to Washington John Ford – Stagecoach Sam Wood – Goodbye, Mr. Chips William Wyler – Wuthering Heights           |

### Anii 1940
| Pentru anul | Portret regizor | Câștigător                                     | Nominalizați |
| ----------- | --------------- | ---------------------------------------------- | --- |
| 1940        |                 | John Ford – The Grapes of Wrath                | George Cukor – The Philadelphia Story Alfred Hitchcock – Rebecca Sam Wood – Kitty Foyle William Wyler – The Letter                           |
| 1941        |                 | John Ford – How Green Was My Valley            | Alexander Hall – Here Comes Mr. Jordan Howard Hawks – Sergeant York Orson Welles – Citizen Kane William Wyler – The Little Foxes             |
| 1942        |                 | William Wyler – Mrs. Miniver                   | Michael Curtiz – Yankee Doodle Dandy John Farrow – Wake Island Mervyn LeRoy – Random Harvest Sam Wood – Kings Row                            |
| 1943        |                 | Michael Curtiz – Casablanca                    | Clarence Brown – The Human Comedy Henry King – The Song of Bernadette Ernst Lubitsch – Heaven Can Wait George Stevens – The More the Merrier |
| 1944        |                 | Leo McCarey – Going My Way                     | Alfred Hitchcock – Lifeboat Henry King – Wilson Otto Preminger – Laura Billy Wilder – Double Indemnity                                       |
| 1945        |                 | Billy Wilder – The Lost Weekend                | Clarence Brown – National Velvet Alfred Hitchcock – Spellbound Leo McCarey – The Bells of St. Mary's Jean Renoir – The Southerner            |
| 1946        |                 | William Wyler – The Best Years of Our Lives    | Clarence Brown – The Yearling Frank Capra – It's a Wonderful Life David Lean – Brief Encounter Robert Siodmak – The Killers                  |
| 1947        |                 | Elia Kazan – Gentleman's Agreement             | George Cukor – A Double Life Edward Dmytryk – Crossfire Henry Koster – The Bishop's Wife David Lean – Great Expectations                     |
| 1948        |                 | John Huston – The Treasure of the Sierra Madre | Anatole Litvak – The Snake Pit Jean Negulesco – Johnny Belinda Laurence Olivier – Hamlet Fred Zinnemann – The Search                         |
| 1949        |                 | Joseph L. Mankiewicz – A Letter to Three Wives | Carol Reed – The Fallen Idol Robert Rossen – All the King's Men William A. Wellman – Battleground William Wyler – The Heiress                |

### Anii 1950
| Pentru anul | Portret regizor | Câștigător                                | Nominalizați |
| ----------- | --------------- | ----------------------------------------- | --- |
| 1950        |                 | Joseph L. Mankiewicz – All About Eve      | George Cukor – Born Yesterday John Huston – The Asphalt Jungle Carol Reed – The Third Man Billy Wilder – Sunset Boulevard                           |
| 1951        |                 | George Stevens – A Place in the Sun       | John Huston – The African Queen Elia Kazan – A Streetcar Named Desire Vincente Minnelli – An American in Paris William Wyler – Detective Story      |
| 1952        |                 | John Ford – The Quiet Man                 | Cecil B. DeMille – The Greatest Show on Earth John Huston – Moulin Rouge Joseph L. Mankiewicz – 5 Fingers Fred Zinnemann – High Noon                |
| 1953        |                 | Fred Zinnemann – From Here to Eternity    | George Stevens – Shane Charles Walters – Lili Billy Wilder – Stalag 17 William Wyler – Roman Holiday                                                |
| 1954        |                 | Elia Kazan – On the Waterfront            | Alfred Hitchcock – Rear Window George Seaton – The Country Girl William A. Wellman – The High and the Mighty Billy Wilder – Sabrina                 |
| 1955        |                 | Delbert Mann – Marty                      | Elia Kazan – East of Eden David Lean – Summertime Joshua Logan – Picnic John Sturges – Bad Day at Black Rock                                        |
| 1956        |                 | George Stevens – Giant                    | Michael Anderson – Around the World in 80 Days Walter Lang – The King and I King Vidor – War and Peace William Wyler – Friendly Persuasion          |
| 1957        |                 | David Lean – The Bridge on the River Kwai | Joshua Logan – Sayonara Sidney Lumet – 12 Angry Men Mark Robson – Peyton Place Billy Wilder – Witness for the Prosecution                           |
| 1958        |                 | Vincente Minnelli – Gigi                  | Richard Brooks – Cat on a Hot Tin Roof Stanley Kramer – The Defiant Ones Mark Robson – The Inn of the Sixth Happiness Robert Wise – I Want to Live! |
| 1959        |                 | William Wyler – Ben-Hur                   | Jack Clayton – Room at the Top George Stevens – The Diary of Anne Frank Billy Wilder – Some Like It Hot Fred Zinnemann – The Nun's Story            |

### Anii 1960
| Pentru anul | Portret regizor | Câștigător                                      | Nominalizați |
| ----------- | --------------- | ----------------------------------------------- | --- |
| 1960        |                 | Billy Wilder – The Apartment                    | Jack Cardiff – Sons and Lovers Jules Dassin – Never on Sunday Alfred Hitchcock – Psycho Fred Zinnemann – The Sundowners                                   |
| 1961        |                 | Robert Wise și Jerome Robbins – West Side Story | Federico Fellini – La Dolce Vita Stanley Kramer – Judgment at Nuremberg Robert Rossen – The Hustler J. Lee Thompson – The Guns of Navarone                |
| 1962        |                 | David Lean – Lawrence of Arabia                 | Pietro Germi – Divorce, Italian Style Robert Mulligan – To Kill a Mockingbird Arthur Penn – The Miracle Worker Frank Perry – David and Lisa               |
| 1963        |                 | Tony Richardson – Tom Jones                     | Federico Fellini – 8½ Elia Kazan – America, America Otto Preminger – The Cardinal Martin Ritt – Hud                                                       |
| 1964        |                 | George Cukor – My Fair Lady                     | Michael Cacoyannis – Zorba the Greek Peter Glenville – Becket Stanley Kubrick – Dr. Strangelove Robert Stevenson – Mary Poppins                           |
| 1965        |                 | Robert Wise – The Sound of Music                | David Lean – Doctor Zhivago John Schlesinger – Darling Hiroshi Teshigahara – Femeia nisipurilor William Wyler – The Collector                             |
| 1966        |                 | Fred Zinnemann – Un om pentru eternitate        | Michelangelo Antonioni – Blowup Richard Brooks – The Professionals Claude Lelouch – A Man and a Woman Mike Nichols – Who's Afraid of Virginia Woolf?      |
| 1967        |                 | Mike Nichols – The Graduate                     | Richard Brooks – In Cold Blood Norman Jewison – In the Heat of the Night Stanley Kramer – Guess Who's Coming to Dinner Arthur Penn – Bonnie and Clyde     |
| 1968        |                 | Carol Reed – Oliver!                            | Anthony Harvey – The Lion in Winter Stanley Kubrick – 2001: A Space Odyssey Gillo Pontecorvo – The Battle of Algiers Franco Zeffirelli – Romeo and Juliet |
| 1969        |                 | John Schlesinger – Midnight Cowboy              | Costa Gavras – Z George Roy Hill – Butch Cassidy and the Sundance Kid Arthur Penn – Alice's Restaurant Sydney Pollack – They Shoot Horses, Don't They?    |

### Anii 1970
| Pentru anul | Portret regizor | Câștigător                                     | Nominalizați |
| ----------- | --------------- | ---------------------------------------------- | --- |
| 1970        |                 | Franklin J. Schaffner – Patton                 | Robert Altman – MASH Federico Fellini – Satyricon Arthur Hiller – Love Story Ken Russell – Women in Love                                                    |
| 1971        |                 | William Friedkin – The French Connection       | Peter Bogdanovich – The Last Picture Show Norman Jewison – Fiddler on the Roof Stanley Kubrick – A Clockwork Orange John Schlesinger – Sunday Bloody Sunday |
| 1972        |                 | Bob Fosse – Cabaret                            | John Boorman – Deliverance Francis Ford Coppola – The Godfather Joseph L. Mankiewicz – Sleuth Jan Troell – The Emigrants                                    |
| 1973        |                 | George Roy Hill – The Sting                    | Ingmar Bergman – Cries and Whispers Bernardo Bertolucci - Last Tango in Paris William Friedkin - The Exorcist George Lucas – American Graffiti              |
| 1974        |                 | Francis Ford Coppola – The Godfather Part II   | John Cassavetes – A Woman Under the Influence Bob Fosse – Lenny Roman Polanski – Chinatown François Truffaut – Day for Night                                |
| 1975        |                 | Miloš Forman – One Flew Over the Cuckoo's Nest | Robert Altman – Nashville Federico Fellini – Amarcord Stanley Kubrick – Barry Lyndon Sidney Lumet – Dog Day Afternoon                                       |
| 1976        |                 | John G. Avildsen – Rocky                       | Ingmar Bergman – Face to Face Sidney Lumet – Network Alan J. Pakula – All the President's Men Lina Wertmüller – Seven Beauties                              |
| 1977        |                 | Woody Allen – Annie Hall                       | George Lucas – Star Wars Herbert Ross – The Turning Point Steven Spielberg – Close Encounters of the Third Kind Fred Zinnemann – Julia                      |
| 1978        |                 | Michael Cimino – The Deer Hunter               | Woody Allen – Interiors Hal Ashby – Coming Home Warren Beatty & Buck Henry – Heaven Can Wait Alan Parker – Midnight Express                                 |
| 1979        |                 | Robert Benton – Kramer vs. Kramer              | Francis Ford Coppola – Apocalypse Now Bob Fosse – All That Jazz Édouard Molinaro – La Cage aux Folles Peter Yates – Breaking Away                           |

### Anii 1980
| Pentru anul | Portret regizor | Câștigător                                | Nominalizați |
| ----------- | --------------- | ----------------------------------------- | --- |
| 1980        |                 | Robert Redford – Ordinary People          | David Lynch – The Elephant Man Roman Polanski – Tess Richard Rush – The Stunt Man Martin Scorsese – Raging Bull                                      |
| 1981        |                 | Warren Beatty – Reds                      | Hugh Hudson – Chariots of Fire Louis Malle – Atlantic City Mark Rydell – On Golden Pond Steven Spielberg – Raiders of the Lost Ark                   |
| 1982        |                 | Richard Attenborough – Gandhi             | Sidney Lumet – The Verdict Wolfgang Petersen – Das Boot Sydney Pollack – Tootsie Steven Spielberg – E.T. the Extra-Terrestrial                       |
| 1983        |                 | James L. Brooks – Terms of Endearment     | Bruce Beresford – Tender Mercies Ingmar Bergman – Fanny and Alexander Mike Nichols – Silkwood Peter Yates – The Dresser                              |
| 1984        |                 | Miloš Forman – Amadeus                    | Woody Allen – Broadway Danny Rose Robert Benton – Places in the Heart Roland Joffé – The Killing Fields David Lean – A Passage to India              |
| 1985        |                 | Sydney Pollack – Out of Africa            | Héctor Babenco – Kiss of the Spider Woman John Huston – Prizzi's Honor Akira Kurosawa – Ran Peter Weir – Witness                                     |
| 1986        |                 | Oliver Stone – Platoon                    | Woody Allen – Hannah and Her Sisters James Ivory – A Room with a View Roland Joffé – The Mission David Lynch – Blue Velvet                           |
| 1987        |                 | Bernardo Bertolucci – The Last Emperor    | John Boorman – Hope and Glory Lasse Hallström – My Life as a Dog Norman Jewison – Moonstruck Adrian Lyne – Fatal Attraction                          |
| 1988        |                 | Barry Levinson – Rain Man                 | Charles Crichton – A Fish Called Wanda Mike Nichols – Working Girl Alan Parker – Mississippi Burning Martin Scorsese – The Last Temptation of Christ |
| 1989        |                 | Oliver Stone – Born on the Fourth of July | Woody Allen – Crimes and Misdemeanors Kenneth Branagh – Henry V Jim Sheridan – My Left Foot Peter Weir – Dead Poets Society                          |

### Anii 1990
| Pentru anul | Portret regizor | Câștigător                                | Nominalizați |
| ----------- | --------------- | ----------------------------------------- | --- |
| 1990        |                 | Kevin Costner – Dances with Wolves        | Francis Ford Coppola – The Godfather Part III Stephen Frears – The Grifters Barbet Schroeder – Reversal of Fortune Martin Scorsese – Goodfellas |
| 1991        |                 | Jonathan Demme – The Silence of the Lambs | Barry Levinson – Bugsy Ridley Scott – Thelma & Louise John Singleton – Boyz n the Hood Oliver Stone – JFK                                       |
| 1992        |                 | Clint Eastwood – Unforgiven               | Robert Altman – The Player Martin Brest – Scent of a Woman James Ivory – Howards End Neil Jordan – The Crying Game                              |
| 1993        |                 | Steven Spielberg – Schindler's List       | Robert Altman – Short Cuts Jane Campion – The Piano James Ivory – The Remains of the Day Jim Sheridan – In the Name of the Father               |
| 1994        |                 | Robert Zemeckis – Forrest Gump            | Woody Allen – Bullets Over Broadway Krzysztof Kieślowski – Three Colors: Red Robert Redford – Quiz Show Quentin Tarantino – Pulp Fiction        |
| 1995        |                 | Mel Gibson – Braveheart                   | Mike Figgis – Leaving Las Vegas Chris Noonan – Babe Michael Radford – Il Postino Tim Robbins – Dead Man Walking                                 |
| 1996        |                 | Anthony Minghella – The English Patient   | Joel Coen – Fargo Miloš Forman – The People vs. Larry Flynt Scott Hicks – Shine Mike Leigh – Secrets & Lies                                     |
| 1997        |                 | James Cameron – Titanic                   | Peter Cattaneo – The Full Monty Atom Egoyan – The Sweet Hereafter Curtis Hanson – L.A. Confidential Gus Van Sant – Good Will Hunting            |
| 1998        |                 | Steven Spielberg – Saving Private Ryan    | Roberto Benigni – Life Is Beautiful John Madden – Shakespeare in Love Terrence Malick – The Thin Red Line Peter Weir – The Truman Show          |
| 1999        |                 | Sam Mendes – American Beauty              | Lasse Hallström – The Cider House Rules Spike Jonze – Being John Malkovich Michael Mann – The Insider M. Night Shyamalan – The Sixth Sense      |

### Anii 2000
| Pentru anul | Portret regizor | Câștigător                                                    | Nominalizați |
| ----------- | --------------- | ------------------------------------------------------------- | --- |
| 2000        |                 | Steven Soderbergh – Traffic                                   | Stephen Daldry – Billy Elliot Ang Lee – Crouching Tiger, Hidden Dragon Ridley Scott – Gladiator Steven Soderbergh – Erin Brockovich                             |
| 2001        |                 | Ron Howard – A Beautiful Mind                                 | Robert Altman – Gosford Park Peter Jackson – The Lord of the Rings: The Fellowship of the Ring David Lynch – Mulholland Drive Ridley Scott – Black Hawk Down    |
| 2002        |                 | Roman Polanski – The Pianist                                  | Pedro Almodóvar – Talk to Her Stephen Daldry – The Hours Rob Marshall – Chicago Martin Scorsese – Gangs of New York                                             |
| 2003        |                 | Peter Jackson – The Lord of the Rings: The Return of the King | Sofia Coppola – Lost in Translation Clint Eastwood – Mystic River Fernando Meirelles – City of God Peter Weir – Master and Commander: The Far Side of the World |
| 2004        |                 | Clint Eastwood – Million Dollar Baby                          | Taylor Hackford – Ray Mike Leigh – Vera Drake Alexander Payne – Sideways Martin Scorsese – The Aviator                                                          |
| 2005        |                 | Ang Lee – Brokeback Mountain                                  | George Clooney – Good Night, and Good Luck. Paul Haggis – Crash Bennett Miller – Capote Steven Spielberg – Munich                                               |
| 2006        |                 | Martin Scorsese – The Departed                                | Clint Eastwood – Letters from Iwo Jima Stephen Frears – The Queen Alejandro González Iñárritu – Babel Paul Greengrass – United 93                               |
| 2007        |                 | Ethan & Joel Coen – No Country for Old Men                    | Paul Thomas Anderson – There Will Be Blood Tony Gilroy – Michael Clayton Jason Reitman – Juno Julian Schnabel – The Diving Bell and the Butterfly               |
| 2008        |                 | Danny Boyle – Slumdog Millionaire                             | Stephen Daldry – The Reader David Fincher – The Curious Case of Benjamin Button Ron Howard – Frost/Nixon Gus Van Sant – Milk                                    |
| 2009        |                 | Kathryn Bigelow – The Hurt Locker                             | James Cameron – Avatar Lee Daniels – Precious: Based on the Novel "Push" by Sapphire Jason Reitman – Up in the Air Quentin Tarantino – Inglourious Basterds     |

### Anii 2010
| Pentru anul | Portret regizor | Câștigător                                 | Nominalizați |
| ----------- | --------------- | ------------------------------------------ | --- |
| 2010        |                 | Tom Hooper – The King's Speech             | Darren Aronofsky – Black Swan Ethan & Joel Coen – True Grit David Fincher – The Social Network David O. Russell – The Fighter            |
| 2011        |                 | Michel Hazanavicius – The Artist           | Woody Allen – Midnight in Paris Terrence Malick – The Tree of Life Alexander Payne – The Descendants Martin Scorsese – Hugo              |
| 2012        |                 | Ang Lee – Life of Pi                       | Michael Haneke – Amour David O. Russell – Silver Linings Playbook Steven Spielberg – Lincoln Benh Zeitlin – Beasts of the Southern Wild  |
| 2013        |                 | Alfonso Cuarón – Gravity                   | Steve McQueen – 12 Years a Slave Alexander Payne – Nebraska David O. Russell – American Hustle Martin Scorsese – The Wolf of Wall Street |
| 2014        |                 | Alejandro González Iñárritu – Birdman      | Wes Anderson – The Grand Budapest Hotel Richard Linklater – Boyhood Bennett Miller – Foxcatcher Morten Tyldum – The Imitation Game       |
| 2015        |                 | Alejandro González Iñárritu – The Revenant | Lenny Abrahamson – Room Tom McCarthy – Spotlight Adam McKay – The Big Short George Miller – Mad Max: Fury Road                           |
| 2016        |                 | Damien Chazelle – La La Land               | Mel Gibson – Hacksaw Ridge Barry Jenkins – Moonlight Kenneth Lonergan – Manchester by the Sea Denis Villeneuve – Arrival                 |
| 2017        |                 | Guillermo del Toro – The Shape of Water    | Paul Thomas Anderson – Phantom Thread Greta Gerwig – Lady Bird Christopher Nolan – Dunkirk Jordan Peele – Get Out                        |
| 2018        |                 | Alfonso Cuarón – Roma                      | Yorgos Lanthimos – The Favourite Spike Lee – BlacKkKlansman Adam McKay – Vice Paweł Pawlikowski – Cold War                               |
| 2019        |                 | Bong Joon-ho – Parasite                    | Sam Mendes – 1917 Todd Phillips – Joker Martin Scorsese – The Irishman Quentin Tarantino – Once Upon a Time in Hollywood                 |

### Anii 2020
| Pentru anul | Portret regizor | Câștigător                                                | Nominalizați |
| ----------- | --------------- | --------------------------------------------------------- | --- |
| 2020/21     |                 | Chloé Zhao – Nomadland                                    | Lee Isaac Chung – Minari Emerald Fennell – Promising Young Woman David Fincher – Mank Thomas Vinterberg – Another Round                                                    |
| 2021        |                 | Jane Campion – The Power of the Dog                       | Paul Thomas Anderson – Licorice Pizza Kenneth Branagh – Belfast Ryusuke Hamaguchi – Drive My Car Steven Spielberg – West Side Story                                        |
| 2022        |                 | Daniel Kwan și Daniel Scheinert – Orice, oriunde, oricând | Todd Field – Tár Martin McDonagh – Spiritele din Inisherin Ruben Östlund – Triunghiul tristeții Steven Spielberg – The Fabelmans                                           |
| 2023        |                 | Christopher Nolan – Oppenheimer                           | Jonathan Glazer – Zona de interes Yorgos Lanthimos – Sărmane creaturi Martin Scorsese – Crimele din Osage County. Bani însângerați Justine Triet – Anatomia unei prăbușiri |
| 2025        |                 | Sean Baker – Anora                                        | Jacques Audiard – Emilia Pérez Brady Corbet – The Brutalist Coralie Fargeat – The Substance James Mangold – A Complete Unknown                                             |

## Nominalizări multiple
Următorii 94 de regizori au primit nominalizări multiple la categoria "Cel mai bun regizor". Lista este sortată după numărul total de premii (cu numărul total de nominalizări scris în paranteză).
| - 4 – John Ford (5) - 3 – William Wyler (12) - 3 – Frank Capra (6) - 2 – Billy Wilder (8) - 2 – David Lean (7) - 2 – Steven Spielberg (7) - 2 – Fred Zinnemann (7) - 2 – Elia Kazan (5) - 2 – George Stevens (5) - 2 – Clint Eastwood (4) - 2 – Frank Lloyd (4) - 2 – Joseph L. Mankiewicz (4) - 2 – Miloš Forman (3) - 2 – Alejandro González Iñárritu (3) - 2 – Ang Lee (3) - 2 – Leo McCarey (3) - 2 – Lewis Milestone (3) - 2 – Oliver Stone (3) - 2 – Robert Wise (3) - 2 – Frank Borzage (2) - 1 – Martin Scorsese (9) - 1 – Woody Allen (7) - 1 – George Cukor (5) - 1 – Michael Curtiz (5) - 1 – John Huston (5) - 1 – Francis Ford Coppola (4) - 1 – Mike Nichols (4) - 1 – Joel Coen (3) - 1 – Bob Fosse (3) - 1 – Roman Polanski (3) - 1 – Sydney Pollack (3) - 1 – Carol Reed (3) - 1 – John Schlesinger (3) | - 1 – Warren Beatty (2) - 1 – Robert Benton (2) - 1 – Bernardo Bertolucci (2) - 1 – James Cameron (2) - 1 – Jane Campion (2) - 1 – Ethan Coen (2) - 1 – William Friedkin (2) - 1 – Mel Gibson (2) - 1 – Ron Howard (2) - 1 – Peter Jackson (2) - 1 – Barry Levinson (2) - 1 – Vincente Minnelli (2) - 1 – Christopher Nolan (2) - 1 – Robert Redford (2) - 1 – George Roy Hill (2) - 1 – Steven Soderbergh (2) - 1 – Norman Taurog (2) - 0 – Robert Altman (5) - 0 – Clarence Brown (5) - 0 – Alfred Hitchcock (5) - 0 – King Vidor (5) - 0 – Federico Fellini (4) - 0 – Stanley Kubrick (4) - 0 – Sidney Lumet (4) - 0 – Peter Weir (4) - 0 – Ingmar Bergman (3) - 0 – Richard Brooks (3) - 0 – Stephen Daldry (3) - 0 – James Ivory (3) - 0 – Norman Jewison (3) - 0 – Stanley Kramer (3) - 0 – Ernst Lubitsch (3) - 0 – David Lynch (3) | - 0 – Alexander Payne (3) - 0 – Arthur Penn (3) - 0 – David O. Russell (3) - 0 – Ridley Scott (3) - 0 – Quentin Tarantino (3) - 0 – William A. Wellman (3) - 0 – Sam Wood (3) - 0 – Paul Thomas Anderson (2) - 0 – John Boorman (2) - 0 – David Fincher (2) - 0 – Stephen Frears (2) - 0 – Lasse Hallström (2) - 0 – Roland Joffé (2) - 0 – Henry King (2) - 0 – Gregory La Cava (2) - 0 – Mike Leigh (2) - 0 – Robert Z. Leonard (2) - 0 – Joshua Logan (2) - 0 – George Lucas (2) - 0 – Terrence Malick (2) - 0 – Bennett Miller (2) - 0 – Alan Parker (2) - 0 – Otto Preminger (2) - 0 – Jason Reitman (2) - 0 – Mark Robson (2) - 0 – Robert Rossen (2) - 0 – Jim Sheridan (2) - 0 – Josef von Sternberg (2) - 0 – W. S. Van Dyke (2) - 0 – Gus Van Sant (2) - 0 – Peter Yates (2) |